# امسيلة
امسيلة قرية مغربية أمازيغية شمال المملكة، تنتمي إلى إقليم تازة الساحلي، شرقي مدينة فاس، تضم بلدة امسيلة 10.153 نسمة (إحصاء 2004). باردة شثاء وحارة صيفا . تقع على بعد حوالي 30 كلم عن إقليم تازة التي تتبع إليها إداريا.

## دواوير الجماعة
- الكراكرا
- الفزازرة
- العمريين
- عين الحوط
- الجبل لحمر (امسيلة)

## مدارس الجماعة
- إعدادية أحد امسيلة
- ثانوية النصر التاهيلية